# Луций Антисций Вет (консул 28 г.)
Вижте пояснителната страница за други личности с името Луций Антисций Вет.
Луций Антисций Вет (на латински: Lucius Antistius Vetus) e политик, сенатор и суфектконсул на ранната Римска империя.

## Биография
Произлиза от клон Вет (Antistii Veteres) на фамилията Антисции, който по времето на Август 29 пр.н.е. е приет в съсловието на патрициите. Той е син на Гай Антисций Вет (консул 6 пр.н.е.) и брат на Гай Антисций Вет (консул 23 г.).
През 28 г. Луций Антисций Вет е суфектконсул заедно с Квинт Юний Блез.